# Walter Hammer (Unternehmer)
Walter Hammer (* 22. April 1893 in Bern; † 26. März 1949 in Solothurn) war ein Schweizer Unternehmer.

## Leben
Walter Hammer wurde am Technikum Burgdorf (heute Berner Fachhochschule, Departement Technik und Informatik) zum Ingenieur ausgebildet. Sein Berufseinstieg erfolgte bei der Firma Siemens Halske in Berlin. Später wechselte er zu den Telephonwerke Albisrieden AG, der späteren Siemens-Tochterfirma in der Schweiz. Anschliessend wählte er die Telekommunikationsfirma Hasler Bern, die früher Eidgenössische Telegraphenwerkstätte genannte Firma, als neuen Arbeitgeber. Dort wurde er Chef der Telefonabteilung. Zu jener Zeit fand der Übergang von der Handvermittlung für die Telefonie zur automatischen, maschinellen Leitungsvermittlung statt. Um diese Gelegenheit zu nutzen, gründete er 1922 die Firma Autophon. Die von ihm geleitete Firma stellte die ersten betriebsinternen, automatischen Haustelefonzentralen der Schweiz her (en: Private Automatic Branch Exchange PABX). Zusätzlich wurden in den 1930er-Jahren Empfangsapparate für den Schweizer Telefonrundspruch und anschliessend auch für den Radioempfang ins Fabrikationsprogramm aufgenommen. Weltempfänger konnten der Schweizer Armee geliefert werden. In der Folge entwickelte sich die Firma Autophon AG zu einem bedeutenden Telekommunikationsunternehmen.
In Solothurn ist die Walter Hammer-Strasse nach ihm benannt.